# Stuart Cooper
Stuart Cooper (Hoboken, 1942) è un regista, attore e sceneggiatore statunitense naturalizzato britannico.
Il suo film Operazione Overlord ha vinto l'Orso d'argento, gran premio della giuria al Festival di Berlino 1975.

## Filmografia

### Attore

#### Cinema
- A Test of Violence (1970)
- Kelly Country (1973)
- Little Malcolm (1974)
- Operazione Overlord (Overlord) (1975)
- ...unico indizio, un anello di fumo (The Disappearance) (1977)
- Magic Man (2010)

#### Televisione
- A.D. - Anno Domini - miniserie TV (1985)
- Christmas Eve - film TV (1986)
- Mamma Lucia (The Fortunate Pilgrim) - miniserie TV (1988)
- Payoff - film TV (1991)
- One Special Victory - film TV (1991)
- Intesa fatale (Rubdown) - film TV (1993)
- Dancing with Danger - film TV (1994)
- Amara Vendetta (Bitter Vengeance) - film TV (1994)
- L'oscuro passato di Annie (Out Of Annie's Past) - film TV (1995)
- Bersaglio mortale (Dead Ahead) - film TV (1996)
- Best seller di sangue (Bloodhounds II) - film TV (1996)
- Inseguimento mortale (The Hunted) - film TV (1998)
- Chameleon - film TV (1998)
- Hustle - film TV (2000)

### Regista
- Caccia disperata (The Ticket) – film TV (1997)